# Luís Henrique da Silva
Luís Henrique da Silva (Limoeiro, 1º settembre 1989) è un artista marziale misto brasiliano.
Combatte nella divisione dei pesi mediomassimi per l'organizzazione statunitense UFC. 

## Caratteristiche tecniche
Da Silva è un lottatore che predilige il combattimento in piedi, nel quale dimostra buone abilità nel kickboxing e potenza di braccia.  

## Carriera nelle arti marziali miste

### Ultimate Fighting Championship
Il 28 gennaio 2017 sfida il debuttante Jordan Johnson a UFC on Fox 23, dal quale viene nettamente sconfitto ai punti dopo ripetuti takedown.

## Risultati nelle arti marziali miste
| Risultato | Record | Avversario     | Metodo                 | Evento                           | Data             | Round | Tempo | Città                   | Note |
| --------- | ------ | -------------- | ---------------------- | -------------------------------- | ---------------- | ----- | ----- | ----------------------- | ---- |
| Sconfitta | 12-2   | Jordan Johnson | Decisione (unanime)    | UFC on Fox: Shevchenko vs. Peña  | 28 gennaio 2017  | 3     | 5:00  | Denver, Stati Uniti     |      |
| Sconfitta | 12-1   | Paul Craig     | Sottomissione (armbar) | UFC on Fox: VanZant vs. Waterson | 17 dicembre 2016 | 2     | 1:59  | Sacramento, Stati Uniti |      |